# Strużal
Strużal – wieś w Polsce położona w województwie kujawsko-pomorskim, w powiecie toruńskim, w gminie Chełmża nad jeziorami Chełmżyńskim i Strużalskim.
W latach 1975–1998 miejscowość administracyjnie należała do województwa toruńskiego. Według Narodowego Spisu Powszechnego (III 2011 r.) liczyła 103 mieszkańców. Jest 25. co do wielkości miejscowością gminy Chełmża.
Na terenie wsi znajdują się Sala Królestwa zboru Chełmża Świadków Jehowy.